# Verfahren zur Heiligsprechung der Königin Isabella von Kastilien

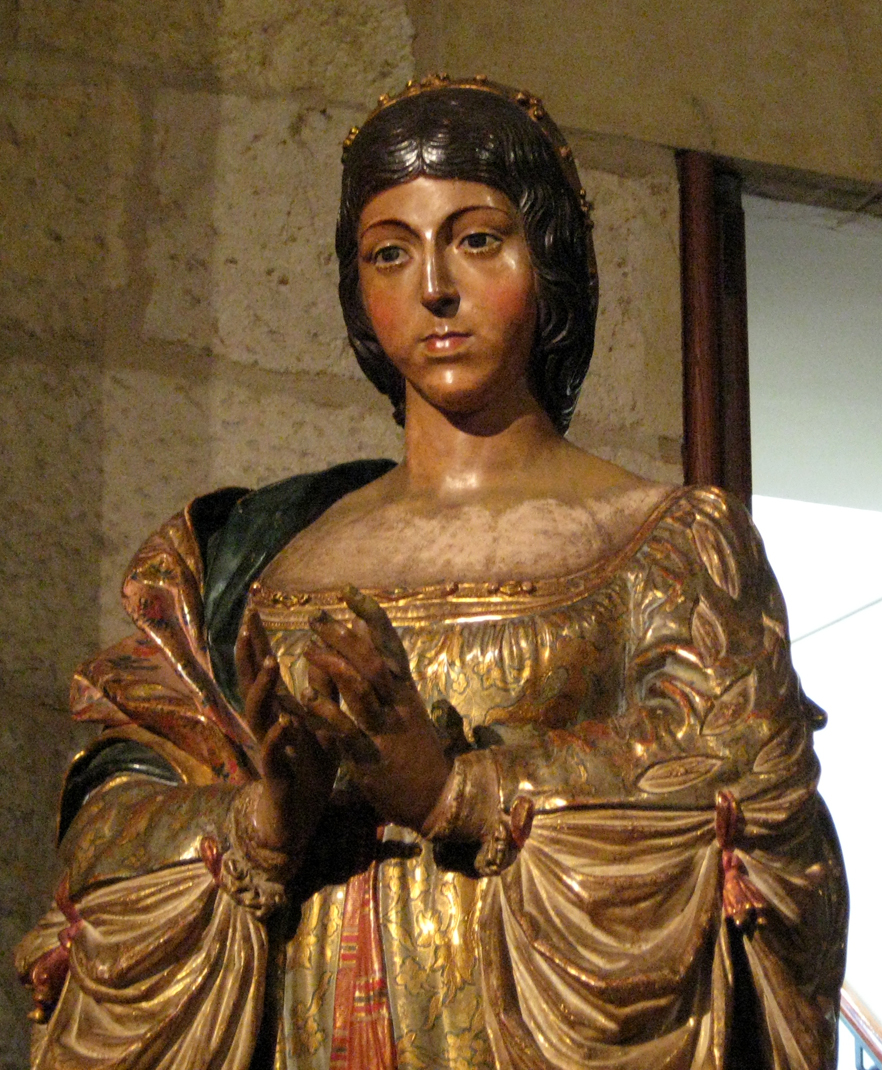
Statue der Dienerin Gottes Isabella I. von Kastilien in der Capilla Real in Granada

Auf Antrag des Erzbistums Valladolid wurde durch die Kongregation für die Selig- und Heiligsprechungsprozesse in Rom ein Verfahren zur Heiligsprechung der Königin Isabella von Kastilien eingeleitet. Das Verfahren ruht seit 1990. Es gab danach immer wieder Bestrebungen von Seiten der spanischen Bischofskonferenz, das Verfahren neu aufzunehmen und mit der Heiligsprechung abzuschließen.

## Verlauf des Verfahrens
Im Jahr 1957 setzte sich der Erzbischof von Valladolid José García y Goldaraz, der Bischof des Bistums, in dem Königin Isabella 1504 verstorben ist, mit dem Kardinalpräfekten der Ritenkongregation, dem ehemaligen päpstlichen Nuntius in Spanien Gaetano Cicognani, in Verbindung, um die Unbedenklichkeitserklärung (lat. nihil obstat) für das örtliche Verfahren zu erhalten.
Im Frühjahr 1958 erließ der Erzbischof von Valladolid in einem feierlichen Akt ein Dekret über die Eröffnung des Falles und die Einrichtung eines Geschichtsausschusses. Der Domherr Vicente Rodríguez Valencia, Archivar der Erzdiözese, wurde zum örtlichen Postulator berufen. Ein weiterer Mitarbeiter war Luis Suárez Fernández, damals Professor für Geschichte an der Universität von Valladolid und später Präsident der Bruderschaft del Valle de los Caídos.
Während des folgenden Informationsprozesses wurden bis 1972 aus den etwa 100.000 gesichteten Dokumenten der verschiedenen Archive in Spanien, Rom und auch dem Geheimarchiv des Vatikans 27 Bände mit Kopien von 3.600 Dokumenten zusammengestellt. Vier Bände enthalten Schreiben der Königin, 20 Informationen über ihr Leben und ihre Tugenden und drei über ihren Ruf als Heilige. Darüber hinaus gibt es ein Inhaltsverzeichnis und einen Band mit der Einschätzung der Dokumente durch den Geschichtsausschuss des Tribunals.
Mit der Vorlage der Materialien (der Positio) wurde der Fortgang der Heiligsprechung nach Rom überwiesen. Am 30. März 1974 stellte die Kongregation für die Selig- und Heiligsprechungsprozesse fest, dass die vorgelegten Materialien den Voraussetzungen für die Prüfung einer Heiligsprechung genügten. Damit wurde Königin Isabella zur Dienerin Gottes erklärt.
Am 6. November 1990 wurde der Positio bestätigt, dass sie zuverlässig, vollständig und geeignet sei für eine ausgewogene Entscheidung über die Tugenden und den Ruf der Heiligkeit Isabellas. Ab diesem Zeitpunkt stand das Verfahren still.
Am 4. April 1991 informierte der damalige Erzbischof von Valladolid in einem Brief die spanischen Bischöfe über den Stand des Verfahrens. Bei einer folgenden Bischofsversammlung wurde die Frage erneut behandelt.
Im Februar 1993 ersuchte der damalige Vorsitzende der spanischen Bischofskonferenz, Kardinal Ángel Suquía, erneut im Namen des spanischen Episkopates den Papst um eine Beschleunigung des Verfahrens. Darüber hinaus wurden 22.000 Bittbriefe von Einrichtungen und Einzelpersonen, viele von ihnen aus Amerika und den Philippinen, an den Vatikan geschrieben. Im Mai 1993 bekam der damalige örtliche Postulator des Falles in Valladolid, Anastasio Gutiérrez, ein Schreiben des päpstlichen Staatssekretariats, dass die Umstände es nötig erscheinen ließen, einige Gesichtspunkte des Problems genauer zu prüfen, was eine angemessene Zeit des Studiums und weitere Überlegungen erfordere.
In einem Brief an Papst Johannes Paul II. bat Erzbischof José Delicado Baeza im Mai 1997 den Heiligen Vater demütig um Information über die Überlegungen und Gründe dafür, warum der Prozess ausgesetzt wurde. Im Juli antwortete der Offizial des Staatssekretariats Giovanni Battista Re, dass derzeit noch verschiedene Gründe bestünden, die Entscheidung in diesem Prozess aufzuschieben. Die Gründe wurden nicht angegeben. Weitere Anfragen in der Sache 2001 durch den Vorsitzenden der spanischen Bischofskonferenz, Kardinal Antonio María Rouco Varela, blieben erfolglos.
Im Jahr 2014 veröffentlichte Kardinal Rouco Varela ein Buch, das den Prozess der Seligsprechung Isabellas fördern sollte. In diesem Buch wird unter anderem von neuen Wundern oder bestätigten Wohltaten an Personen in verschiedenen Ländern berichtet.

## Bisheriges Ergebnis des Verfahrens
Vor der Aufnahme des Verfahrens durch die Kongregation für die Selig- und Heiligsprechungsprozesse wurde festgestellt, dass die Voraussetzungen für den Beginn des Prozesses gegeben waren. Es gab bereits seit dem 16. Jahrhundert eine Verehrung Isabellas. In weiten Teilen der Bevölkerung Spaniens, aber auch in Nord- und Südamerika gab es eine allgemeine Überzeugung des Volkes, dass Isabella ein tugendhaftes Leben als Ehefrau, Mutter und Regentin geführt habe (fama sanctitatis).
Dass der Kanonisierungsprozess eine seelsorgliche bzw. missionarische Bedeutung für die Kirche habe, wurde von der spanischen Bischofskonferenz immer wieder hervorgehoben.
Isabella wird die Urheberschaft von zwei Wundern nachgesagt. Die Fälle wurden aber bisher nicht offiziell durch die medizinische Kommission der Kongregation für die Selig- und Heiligsprechungsprozesse überprüft. Ein Fall ist Roy Yearling aus Michigan (USA). Er war im Oktober 1998 an Bauchspeicheldrüsenkrebs erkrankt. Die Ärzte sahen keine Aussichten für eine Heilung. Sie lehnten eine Computertomographie als Zeitverschwendung ab, weil der Patient in kurzer Zeit sterben werde. Seine Frau und seine Familie beteten jeden Tag und baten Isabella um Hilfe. Nach einiger Zeit erholte sich Roy Yearling und wurde endgültig geheilt. Ein anderer Fall eines Wunders, das auf die Fürsprache Isabellas zurückgeführt wird, ist die Heilung eines spanischen Priesters, der an einer Hirnblutung litt. Seine Freunde und Bekannten ließen in Granada in der Nähe des Grabs Isabellas eine Messe lesen. In der gleichen Stunde konnte der Kranke wieder selbständig atmen, wachte aus dem Koma auf und erholte sich bald von seiner Krankheit.

## Einwände gegen die Heiligsprechung
Wenn auch die Kongregation für die Selig- und Heiligsprechungsprozesse keine Gründe für das Ruhen des Prozesses angegeben hat, so werden in der öffentlichen Diskussion verschiedene Handlungen Isabellas genannt, die nach Ansicht der Befürworter der Heiligsprechung die Königin und Spanien insgesamt in einem falschen Licht erscheinen lassen (Leyenda negra). Die Befürworter der Heiligsprechung, besonders der Vertreter des Erzbistums Valladolid, argumentierten in verschiedenen Veröffentlichungen gegen diese Vorbehalte. Dabei wurde insbesondere darauf hingewiesen, dass man für die damalige Tätigkeit Isabellas nicht heutige Maßstäbe (z. B. die Allgemeine Erklärung der Menschenrechte), sondern die damals gültigen Rechts- und Moralvorstellungen sowie die Einzelentscheidungen und Weisungen des Papstes zur Grundlage der Beurteilung machen müsse.

### Heirat mit gefälschtem Dispens
Die Eheschließung Isabellas und Ferdinands im Jahr 1469 war wegen ihrer nahen Verwandtschaft (Cousin und Cousine 2. Grades) nur mit einem päpstlichen Dispens möglich. Der lag 1469 nicht vor. Es gab nur ein gefälschtes Dokument. Als Argument gegen diesen Isabella gemachten Vorwurf wird vorgebracht, dass der Erzbischof von Toledo Francisco Jiménez de Cisneros die gefälschte Urkunde im Wissen darüber, dass es sich um eine Fälschung handelte, während der Trauungszeremonie verlas und der anwesende Apostolische Nuntius damit einverstanden war und zugesagt hatte, sich um einen gültigen Dispens zu bemühen. Eine solche Bulle wurde am 2. Dezember 1471 von Papst Sixtus IV. erlassen.

### Widerrechtliche Übernahme der Krone von Kastilien
Isabellas Proklamation zur Königin von Kastilien wurde von verschiedenen Mitgliedern des kastilischen Adels, König Alfons V. von Portugal und besonders von Johanna von Kastilien als rechtswidrig angesehen. Nach dem Testament von Johann II. sollten die legitimen Abkömmlinge Heinrichs IV. in der Erbfolge an erster Stelle stehen. Da die Ehe zwischen Heinrich IV. und seiner zweiten Ehefrau Johanna von Portugal aber wegen fehlender Dispens für nichtig erklärt worden war, war die Tochter Johanna kein „legitimer“ Abkömmling. In dem Vertrag von Toros de Guisando vom September des Jahres 1468 erkannte Heinrich diese Tatsache an und setzte Isabella an Stelle von Johanna als seine Nachfolgerin ein. Beim Abschluss des Vertrages waren neben vielen Mitgliedern des hohen kastilischen Adels auch der Erzbischof von Toledo Francisco Jiménez de Cisneros und der Erzbischof von Sevilla Alonso de Fonseca y Ulloa anwesend. Sie beurkundeten den Vertrag. Die Proklamation Isabellas zur Königin von Kastilien war also aus kirchlicher Sicht nicht widerrechtlich.

### Missbrauch der Inquisition als Staatsorgan
Die eigentlich kirchliche Institution der Inquisition, wie sie in anderen Ländern bestand, wurde von den Katholischen Königen in Spanien als eine staatliche Institution eingerichtet. Die Spanische Inquisition war zwar ein Organ des Kirchenrechts und der von der Krone vorgeschlagene Großinquisitor wurde vom Papst ernannt, aber alle weiteren Mitglieder des „Consejo de la Suprema y General Inquisición“ wurden von den Monarchen eingesetzt. Der Consejo war wie andere Regierungs- und Verwaltungsbehörden organisiert. Das galt einigen Kritikern als Indiz dafür, dass die Katholischen Könige die Einrichtung zu staatspolitischen Zwecken missbrauchten. Dem wird entgegengehalten, dass der Papst die Spanische Inquisition genau in der Form einer Staatsbehörde genehmigt hatte und die Könige trotz der bereits am 1. November 1478 gegebenen Genehmigung des Papstes Sixtus IV. zwei Jahre lang darauf verzichteten, Inquisitoren einzusetzen, weil sie immer noch darauf hofften, die Probleme mit den Konvertiten auf andere Art in den Griff zu bekommen.

### Kolonialisierung Amerikas
Die von Isabella zu verantwortende Kolonisierung der Kanarischen Inseln, besonders aber weiter Teile Amerikas wird von Kritikern als wenig tugendhaftes Verhalten angesehen. Hier wird von den Befürworten der Heiligsprechung Isabellas darauf hingewiesen, dass es sich bei den Aktionen der Kastilier in Amerika unter Isabella in erster Linie um die Evangelisation der Heiden handelte. Die Königin hatte angeordnet, dass (getaufte) Eingeborene als normale Untertanen der Krone von Kastilien zu behandeln sind und nicht versklavt werden dürften. Es gab auch Einzelanweisung der Königin versklavte Personen unverzüglich und ohne Abfindungen ihrer ehemaligen Eigentümer freizulassen. Die Fehlentwicklungen z. B. der Encomienda und anderer Arten der Quasisklaverei seien nicht durch Isabella beabsichtigt oder von ihr gebilligt worden.

### Vertreibung der Juden aus Kastilien
Als Argument gegen die Heiligsprechung Isabellas wird das 1492 von ihr erlassene Alhambra-Edikt
vorgebracht. Isabella sei für die Ausweisung der Juden aus Kastilien und alle damit verbundenen Ungerechtigkeiten verantwortlich. Dabei stellt sich die Frage, ob eine Maßnahme, die vom Papst nicht nur begrüßt, sondern auch in späteren Ehrungen besonders gelobt wurde, bei der Beurteilung der Tugendhaftigkeit des Lebens Isabellas negativ bewertet werden kann.
Die Ausweisung wird gelegentlich damit begründet, dass es sich bei den Juden in Kastilien rechtlich gesehen um Ausländer handelte, die erst durch die Taufe den Status von normalen Staatsbürgern bekamen. Den nicht getauften Juden – den Ausländern – wurde wegen des schlechten Einflusses, den sie auf ihre ehemaligen Glaubensgenossen ausübten, die bis dahin gewährte Aufenthaltsgenehmigung entzogen. Ähnliche Ausweisungen habe es 1290 in England unter König Eduard I. und in Frankreich 1306 unter König Philipp IV. auch gegeben, sie seien keine spanische Besonderheit.
Ein weiteres Argument gegen eine Heiligsprechung, die sich auf das Alhambra-Edikt bezieht, ist die Feststellung, dass die Heiligsprechung den ökumenischen Dialog zwischen der Katholischen Kirche und dem Judentum erschweren würde. Dem wird entgegengehalten, dass der ökumenische Dialog die Kirche nicht davon abhalten dürfe ihre institutionellen Verpflichtungen und eigenen Aufgaben und Ziele zu verfolgen.

## Unterstützer des Verfahrens
Das Anliegen der Heiligsprechung wurde bzw. wird nicht nur von der spanischen Bischofsversammlung, sondern auch von weiteren bedeutenden Organisationen und Persönlichkeiten unterstützt. Darunter sind das Opus Dei, Miles Iesus (Soldaten Jesu), die Kolumbusritter, der Kardinal von Santo Domingo Nicolás de Jesús López Rodríguez, der venezolanischen Kurienkardinal Rosalio José Castillo Lara und die kolumbianischen Kurienkardinäle Alfonso López Trujillo und Darío Castrillón Hoyos.
Den Heiligsprechungsprozess für Isabella in Gang zu halten hat bisher etwa 100 Millionen Euro gekostet. Ein großer Teil davon wurden von dem Mexikaner spanischer Herkunft Pablo Díaz gespendet, der 1972 starb. Seine Erben, die Familie Fernandez, stellen weiterhin die Mittel zur Verfügung, die für die Fortführung des Falles benötigt werden. Pablo Díaz war der Gründer einer der weltgrößten Brauereien der Grupo Modelo.

## Wirkung in der Öffentlichkeit

Wappen der Katholischen Könige

Wappen des spanischen Staates zwischen 1938 und 1945

Während der Diktatur Francisco Francos wurde die Königin zu einer Symbolfigur für die bürgerlichen und kirchlichen Rechte. Daraus ergab sich ein gewisser Widerwille der Gegner Francos gegen die Verehrung der Königin.
Das spanische Staatswappen während der Zeit des Franquismus (und bis 1981) war dem gemeinsamen Wappen der Katholischen Könige angenähert. Damit sollte ein historischer Bezug zu der Zeit der Vereinigung der Königreiche der iberischen Halbinsel zu einem vereinigten, großen, freien Spanien hergestellt werden.
Zu dem Thema Heiligsprechung der Königin Isabella ist eine große Menge Literatur erschienen. Auch Bücher, die das Thema Heiligsprechung nicht direkt im Titel tragen, beziehen sich häufig in ihren Inhalten auf das von dem örtlichen Ausschuss gesichtete und ausgewählte Material. Dies gilt besonders für Texte von Vicente Rodríguez Valencia, dem örtlichen Postulator, und Luis Suárez Fernández.
Die Comisión para la Causa de Canonización de Isabel la Católica bei der Erzdiözese von Valladolid gibt eine Reihe von z. T. wissenschaftlichen Büchern heraus. Außerdem erschienen auf ihrer Webseite seit 2006 35 Ausgaben des “Boletín electrónico”.
Der internationale Ausschuss für die Heiligsprechung Isabellas (Comité Internacional para la Canonización de Isabel la Cátolica) gab zwischen 1996 und 2007 die zweisprachige Zeitschrift mit dem Titel „Isabel“ und dem Untertitel „Internationale Zeitschrift der ehrwürdigen Dienerin Gottes“ (Revista Internacional de la Sierva de Dios / International Magazine of the Servant of God) heraus. Die Zeitschrift erschien alle zwei Monate in englischer und spanischer Sprache. Hier wurden Artikel im Stil von Heiligenlegenden verbreitet, die keinen wissenschaftlichen Anspruch geltend machten.